# Toxopidae
Toxopidae zijn een familie van spinnen. De familie telt 14 beschreven geslachten.

## Geslachten
- Gasparia Marples, 1956
- Gohia Dalmas, 1917
- Hapona Forster, 1970
- Hulua Forster & Wilton, 1973
- Jamara Davies, 1995
- Laestrygones Urquhart, 1894
- Lamina Forster, 1970
- Midgee Davies, 1995
- Myro O. Pickard-Cambridge, 1876
- Neomyro Forster & Wilton, 1973
- Ommatauxesis Simon, 1903
- Otagoa Forster, 1970
- Toxopsoides Forster & Wilton, 1973
- Toxops Hickman, 1940